# 中央人民广播电台旧址
中央人民广播电台旧址，位于中国河北省石家庄市 井陉矿区横涧乡天户社区南，为省级文物保护单位，类型为近现代文物，公布时间为2001年2月7日。
中央人民广播电台旧址的历史年代为1948年。